# 소프트웨어 공학 지식 체계
소프트웨어 공학 지식 체계(SWEBOK)(Software Engineering Body of Knowledge)는 소프트웨어 공학분야에서 일반적으로 받아들여지는 지식을 기술하고있다. 총 15가지의 지식분야(Knowledge Areas, KA, 하단 목차 참고)가 있는데 각 지식분야는 해당 분야의 기본 개념과 자세한 정보를 얻기 위한 인용가이드 목록을 포함하고 있다. 소프트웨어공학 지식체계 가이드 3버전을 위하여 에디터들은 33개국에 있는 150여명의 리뷰어를 통해 코멘트를 수집하였다.
SWBOK는 다음과 같은 5가지 목적으로 작성되었다.
1. 세계적으로 소프트웨어 공학에 대해 일관성 있는 정보를 전달한다.
2. 소프트웨어 공학의 범위를 명확히 정하고 전산학, 수학, 프로젝트 관리와 같은 다른 활동과의 차이를 명백히 한다.
3. 소프트웨어 공학의 내용을 설명한다.
4. 소프트웨어 공학 지식체계에 대한 쉬운 Top-Down 접근법을 제공한다.
5. 인증이나 자격증의 교과과정을 위한 기반을 제공한다.

## 같이 보기
- 프로젝트 관리 지식 체계
- 자동화
- 데이터 관리